# سوامساوالي
الأميرة سوامساوالي، الأميرة سودهاناريناثا (التايلاندية:โสมสวลี) ، ولدت موم لوانغ سومساوالي كيتياكون (التايلاندية: โสมสวลี กิติยากร؛ في 13 يوليو 1957) هي عضو في العائلة المالكة التايلاندية ، وهي الزوجة السابقة لابن عمها الأول الملك فاجيرالونغكورن. وقد أطلق عليها لقب "الأميرة الأم لحفيد الملك الأول" بعد طلاقها من ثم ولي العهد في عام 1991. وهي أيضًا ابنة أخت الملكة سيريكيت.
للأميرة سوامساوالي ابنة بالتبني ، سيرافاتشارا سوباتشاراماني أو باي فلو.